# إسماعيل سانتوس
إسماعيل سانتوس (بالإسبانية: Ismael Santos)‏ (26 أبريل 1972 في إسبانيا - ) هو لاعب كرة سلة إسباني في مركز الهجوم خلفي.

## وصلات خارجية
- إسماعيل سانتوس على موقع الاتحاد الدولي لكرة السلة (الإنجليزية)
- إسماعيل سانتوس على موقع الدوري الإسباني لكرة السلة (الإسبانية)
- إسماعيل سانتوس على موقع كرة السلة الأوروبية.كوم (الإنجليزية)
- إسماعيل سانتوس على موقع ريلجم (الإنجليزية)
- إسماعيل سانتوس على موقع بروبوليرز (الإنجليزية)
- إسماعيل سانتوس على موقع سبورتس رفرنس (الإنجليزية)